# لوتار فون فابر
لوتار فون فابر (بالألمانية: Lothar von Faber)‏ هو رائد أعمال ألماني، ولد في 1817 في شتاين في ألمانيا، وتوفي بنفس المكان في 1896.

## وصلات خارجية
- لوثار فون فابر على موقع الموسوعة البريطانية (الإنجليزية)